# ليشيك كودلاشيك
ليشيك كودلاشيك (بالبولندية: Leszek Kudłacik)‏ (مواليد 18 مارس 1969) هو ملاكم بولندي، مثّل بلاده في الألعاب الأولمبية الصيفية 1992.

## روابط خارجية
ليشيك كودلاشيك على موقع أوليمبيديا (الإنجليزية)
- ليشيك كودلاشيك على موقع اللجنة الأولمبية البولندية (مؤرشف) (البولندية)